# Dina (Bibbia)

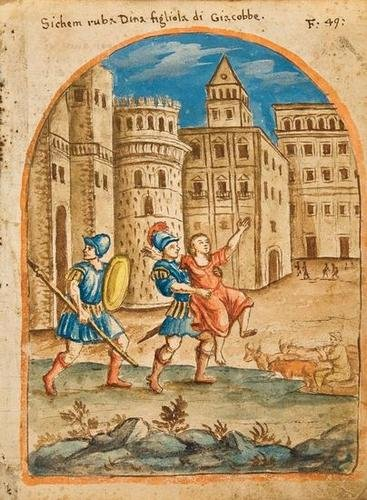
Lo stupro di Dina, raffigurazione del XVII secolo.

Dina è figlia di Giacobbe e di Lia, prima moglie ma meno amata rispetto alla preferita e più giovane Rachele.
Inizialmente Rachele non era fertile; solo dopo molti anni riuscì ad avere due figli, Giuseppe e Beniamino, partorito il quale, morì. Lia invece ebbe sei figli maschi e l'ultima, la settima, fu Dina, appunto.

## Il racconto biblico
In Genesi 34 viene raccontato uno stupro: Sichem, eroe eponimo della propria tribù, oltraggia Dina e poi la chiede in moglie al proprio padre Camor l'Eveo. Questi si rivolge a Giacobbe e ai suoi figli (i fratelli di Dina), proponendo loro un'alleanza (Gn 34,9): anzi, alleatevi con noi, abiterete nella nostra casa e il nostro paese sarà a vostra disposizione, mentre Sichem cerca di farsi perdonare (Gn 34, 11): possa io trovare grazia agli occhi vostri, vi darò quello che mi direte.
Nella loro scaltrezza, i figli di Giacobbe chiedono a Camor di convertirsi, lui e il suo popolo, al loro Dio, per tacere l'infamia del figlio.
Accogliere nel proprio pantheon il dio di un altro popolo, come segno per sancire un'alleanza, era cosa frequente nei tempi antichi. Quindi Camor e i suoi sichemiti accettano ben volentieri la proposta di Israele.
Ma i figli di Giacobbe parlarono con inganno (Gn 34,19).
Un segno distintivo che Israele aveva scelto per il proprio culto era quello della circoncisione maschile. La sua attuazione su un individuo adulto, coi mezzi chirurgici dell'epoca, portava a tre o più giorni di dolori tali, che chi vi si sottoponeva non poteva eseguire il benché minimo sforzo.
I sichemiti si circoncisero in massa, per l'alleanza appena stretta con gli israeliti.
Quindi Simeone e Levi (due fratelli di Dina secondo Gn 30) aspettano il terzo giorno, quando le pene erano peggiori (Gn 34,25), e passano a fil di spada Camor, suo figlio Sichem e tutti gli uomini della città. Fanno saccheggio e prendono con sé greggi, ricchezze, donne e bambini.
Giacobbe rimprovera i due collerici fratelli e cerca presso Dio protezione contro l'ira degli altri Cananei: in Gn 35,4 Giacobbe si fa consegnare gli idoli dei sichemiti raccolti dai suoi figli e li sotterra presso una quercia poi si reca a Betel dove innalza un altare a Dio.
Nessun popolo nemico alza le armi contro Israele: Gn 35,1-5 sottolinea che è stato Dio a suggerire a Giacobbe di scappare a Betel e a seminare terrore tra i cananei affinché non inseguissero i fuggitivi.
Dina, da Gn 34,26, quando viene riportata alla casa paterna, scompare dalle Sacre Scritture.
Giacobbe, in punto di morte, benedice tutti i suoi figli, ma a Simeone e Levi parla in questo modo (Traduzione CEI 2009):
E infatti al tempo di Giosuè la tribù di Simeone venne sparpagliata nel territorio occupato dalla tribù di Giuda (Gs 19,1-9).
Anche la tribù di Levi non ebbe un proprio territorio: fu stabilito che Dio è il loro possesso, cioè solo dal loro casato sarebbero nati gli addetti al culto di Dio nel Tempio di Gerusalemme e gli vennero assegnate delle città sparse nel territorio delle altre tribù (Gs 21).

## Dina nella tradizione ebraica
- Giacobbe pregò per avere una figlia, infatti, Dina sarebbe dovuta nascere maschio.

- Giacobbe avrebbe dovuto o potuto darla in sposa ad Esaù, ma si rifiutava e pregava contro questa possibile soluzione.

- Secondo una delle due tradizioni rabbiniche al riguardo, Dina ebbe una figlia, Asenat, che fu successivamente adottata da Putifarre, capo delle guardie del faraone, e che poi andò sposa a Giuseppe (secondo l'altra tradizione, Asenat era invece di origine egiziana). In entrambe queste tradizioni, dall'unione di Giuseppe e Asenat nacquero Efraim e Manasse, capostipiti di due Tribù di Israele.

## Interpretazione mitica secondo Graves
Secondo Robert Graves all'interno del racconto biblico è intelligibile un'altra versione del mito, probabilmente più antica della stesura della Genesi, dove Dina è gemella di Dan, primogenito di Bila, l'ancella che Rachele, supposta sterile, diede all'amato Giacobbe per concepire figli al posto suo.
Dina era forse la dea eponima di una tribù che faceva parte della confederazione di Israele, che venne sterminata in tempi remoti dalla tribù (cananea?) dei sichemiti.
Giacobbe rimprovera i due collerici fratelli, ma non ricusa il loro atto, anzi: in Gn 35,4 Giacobbe si fa consegnare gli idoli dei sichemiti raccolti dai suoi figli e li sotterra presso una quercia. La quercia probabilmente era un albero sacro a YHWH, quindi quest'azione ha il chiaro significato di sancire la supremazia del dio degli Ebrei sugli idoli cananiti.
Probabilmente il mito racconta che alcuni membri della tribù israelitica di Dan, abitanti in Sichem, officiavano riti sincretici agli idoli cananei e per questo venne sterminata da clan fratelli, i Simeoniti e i Leviti.
Poi però, senza alcun apparente motivo, Giacobbe predice la stessa fine di Dina ai due fratelli violenti. Probabilmente tale maledizione è solo la spiegazione a posteriori di un fatto storico, cioè che i Simeoniti erano scomparsi già prima dell'era monarchica. I Leviti, invece, durante l'era mosaica (Esodo 32,25-28) si distinsero per un'ulteriore intransigenza religiosa nei confronti dei propri fratelli ebrei: per loro la maledizione della dispersione assume i toni di una "separazione" dopo aver passato a fil di spada circa tremila uomini del popolo, ricevendo l'investitura sacerdotale.